# Trentepohlia (Trentepohlia) msingiensis
Trentepohlia (Trentepohlia) msingiensis is een tweevleugelige uit de familie steltmuggen (Limoniidae). De soort komt voor in het Afrotropisch gebied.